# Вюд удыр
Вуд у́дыр (луговомар. Вӱд ӱдыр, Дочь воды) — богиня в марийской мифологии, дочь матери воды.

## Описание
Русалка, утопленница, являющаяся живым в облике обнажённой девушки или женщины с распущенными зелёными, белокурыми, золотистыми или чёрными волосами.

## Мифы
Вӱд ӱдыр сидит на берегу и расчёсывает волосы золотым или серебряным гребнем. При появлении человека с хохотом исчезает в воде, забывая гребень, за которым позднее приходит (ср. со сходным сюжетом[каким?] в татарской мифологии). Иногда Вӱд ӱдыр попадает в рыбацкую сеть, но тут же становится невидимой. Вӱд ӱдыр отличается необыкновенной красотой, которой она завлекает мужчин.
В мифе молодой человек ложится с ней спать, а наутро просыпается в обнимку с водяным жёлобом (ср. калевальский миф о неудачной женитьбе Вяйнемёйнена на дочери Ахти — Велламо).
Иногда Вӱд ӱдыр по воле своей матери выходит замуж за марийского героя.